# پائول پینا
پائول پینا (استونیایی: Paul Pinna; ۳ اکتبر ۱۸۸۴ – ۲۹ مارس ۱۹۴۹) بازیگر و کارگردان تئاتر اهل استونی بود.